# Отмица у метроу 1-2-3
Отмица у метроу 1-2-3 (енгл. The Taking of Pelham One Two Three) је филм из 1974. године, који је режирао Џозеф Сарџент, са сценаријом Џон Гоудија и Питер Стоуна. Главне улоге тумаче Волтер Матау и Роберт Шо.

## Радња
Четири наоружана мушкарца отела су вагон њујоршког метроа и узела 18 путника за таоце. Захтевају милион долара у року од сат времена, претећи у супротном да ће убити по једног таоца за сваки минут који власти касне. Власти одлучују да удовоље захтевима терориста, јер сматрају да нападачи немају шансе да се неухваћени искраду из метроа. 

## Улоге
| Глумац          | Улога                              |
| --------------- | ---------------------------------- |
| Волтер Матау    | поручник Закари Гарбер             |
| Роберт Шо       | мистер Блу                         |
| Мартин Болсам   | мистер Грин                        |
| Хектор Елизондо | мистер Греј                        |
| Ерл Хидмен      | мистер Браун                       |
| Џејмс Бродерик  | Дени Дојл, машиновођа              |
| Ли Волас        | градоначелник Њујорка              |
| Тони Робертс    | заменик градоначелника Ворен ЛаСал |
| Дорис Робертс   | Џеси, градоначелникова супруга     |
| Џери Стилер     | поручник Рико Патроне              |
| Кенет Макмилан  | заповедник округа, Хери            |
| Бил Кобс        | човек на платформи                 |
| Нејтан Џорџ     | патролџија Џејмс                   |